# Veronica Foster
Veronica Foster, née le 2 janvier 1922 à Montréal et décédée le 4 mai 2000 à Toronto, connue sous le nom de « Ronnie, the Bren Gun Girl », était une icône canadienne qui représentait le million de femmes canadiennes qui travaillait dans les usines de production de munitions et de matériel durant la Seconde Guerre mondiale.
Elle peut être considérée comme la précurseure canadienne de Rosie la riveteuse.

## Biographie
Foster travaillait pour la compagnie John Inglis Co. Ltd et produisait des fusils-mitrailleurs Bren sur un site de production de l'avenue Strachan de Toronto (Ontario).
Elle devint populaire après la diffusion de posters de propagande. La plupart la représentaient en train de soutenir l'effort de guerre, mais certains la représentaient dans des situations plus informelles, comme en train de danser le jitterbug ou à un dîner. 
Après la guerre, elle a été chanteuse du groupe de musique Mart Kenney and His Western Gentlemen, où elle a rencontré le joueur de trombone George Guerrette, qu'elle a épousé. 
Elle est morte le 4 mai 2000 à Toronto.

### Vie privée
Elle épouse George Guerrette en 1945. Le couple a 5 enfants.

## Dans la culture populaire
Elle est citée dans l'ouvrage féministe Toksvig's Almanac de Sandi Toksvig.